# Трикутник управління проєктами

Трикутник управління проєктом, де scope - обсяг, cost - вартість, time - часові рамки або обмеження, quality - якість

Трикутник управління проєктом (також: потрійне обмеження, залізний трикутник планування і трикутник проєкту) є моделлю обмежень управління проєктом. Походження цієї моделі невідоме донині, проте його використовували принаймні з 1950-х років. Основні засади:
1. Якість робіт обмежується бюджетом проєкту, часовими обмеженнями (термінами) та обсягом (масштабом)проєкту.
2. Керівник проєкту або ж проджект менеджер може балансувати між обмеженнями проєкту, обираючи компроміс між різними факторами (час, вартість, обсяг, якість, ресурси)
3. Зміни в одному обмеженні проєкті вимагають змін в інших, інакше постраждає якість.

Простий приклад: є вимога від стейкхолдеру, або ж зацікавленої сторони проєкту завершити його швидше, можна збільшити бюджет або ж скоротити обсяг роботи до виконання. Подібним чином збільшення обсягу може вимагати еквівалентного збільшення бюджету та графіку. Скорочення бюджету без коригування графіка (часового обмеження) чи обсягу призведе до зниження якості. 
Припустимо, у вас є проєкт із такими початковими параметрами:
1. Час: 10 тижнів
2. Бюджет: 100 000 грн
3. Обсяг: 50 завдань

Стейкхолдер хоче, щоб проєкт завершили на 2 тижні раніше (за 8 тижнів замість 10).
Є декілька варіантів вирішення проблеми:
1. Збільшити бюджет. Наприклад, найняти більше працівників, що коштуватиме додатково 20 000 грн (загальний бюджет: 120 000 грн).
2. Зменшити обсяг роботи. Виконати лише 40 із 50 завдань (урізати функціонал).

Якщо є вимога додати, наприклад, 10 нових завдань (всього 60 завдань замість 50):
1. Збільшити бюджет. Додати 20 000 грн для витрати на додаткові ресурси.
2. Збільшити час. Продовжити термін до 12 тижнів.

Також, може бути варіант зменшити бюджет на 20 000 грн (до 80 000 грн). Що робити в такому випадку:
1. Зменшити обсяг. Виконати лише 40 завдань замість 50.
2. Збільшити термін. Можливо, команда працюватиме меншими темпами, і виконання триватиме 12 тижнів замість 10.

Якщо у всіх вищезазначених ситуаціях нічого не змінювати – постраждає якісь роботи.
```
Дешево, швидко, якісно. Виберіть два з трьох. 
```

Такі слова прописані в Загальному законі ділового балансу, які приписують Джону Раскіну, хоча і без жодних доказів. Подібне твердження часто використовується для стислого опису обмежень трикутника.
На практиці, однак, "обмін" між обмеженнями не завжди можливий. Наприклад, збільшення штату на повністю укомплектований проєкт може сповільнити його. Крім того, у погано керованих проєктах часто неможливо покращити бюджет, графік або обсяг без негативного впливу на якість.

## Модель Обсягу, Часу та Ресурсів (ОЧР)
Модель ОЧР (англ. STR - scope, time, resources) — це математична модель, яка розглядає "трикутну модель" як графічну абстракцію відносин:
Обсяг = f(Час × Ресурси)
У цьому контексті "f" позначає функцію, яка описує залежність між часом, ресурсами та обсягом.
Обсяг відноситься до складності (що також може означати якість або продуктивність). 
Час означає період, протягом якого має бути виконаний проєкт. Ресурси включають людей (працівників), фінансові та фізичні ресурси. Ці значення не є необмеженими. Наприклад, якщо один пекар може спекти буханку хліба за годину в печі, це не означає, що десять пекарів зможуть спекти десять буханок за одну годину в тій самій печі через обмежену потужність печі.

## Еволюція моделі обмежень проєкту

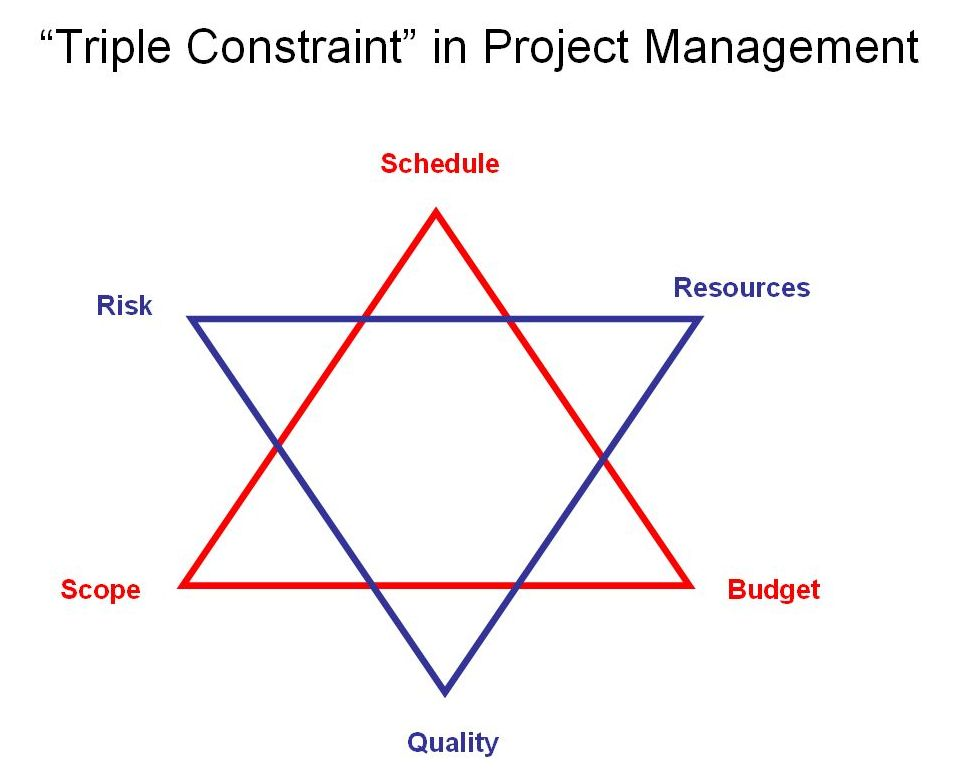
Зірка управління проєктами за PMBOK, де scedule - графік, resources - ресурси, budget - бюджет, quality - якість, scope - обсяг, або масштаб, risk - ризик

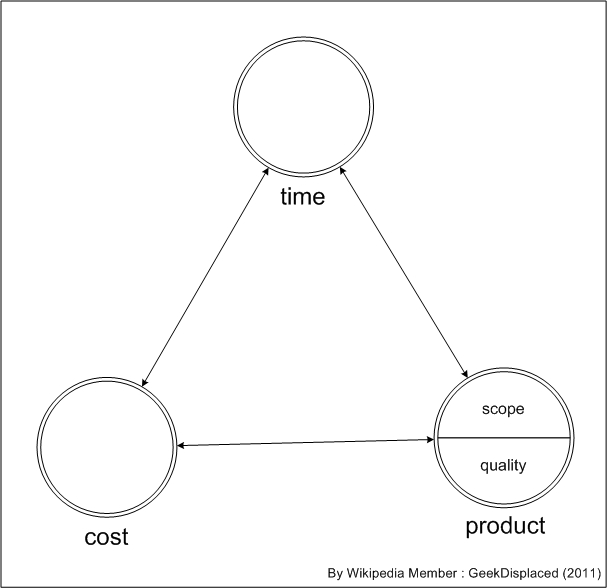
Інтерпретація моделі трикутника, де time - час, scope - обсяг, або масштаб, quality - якість, product - продукт, cost - вартість, або бюджет

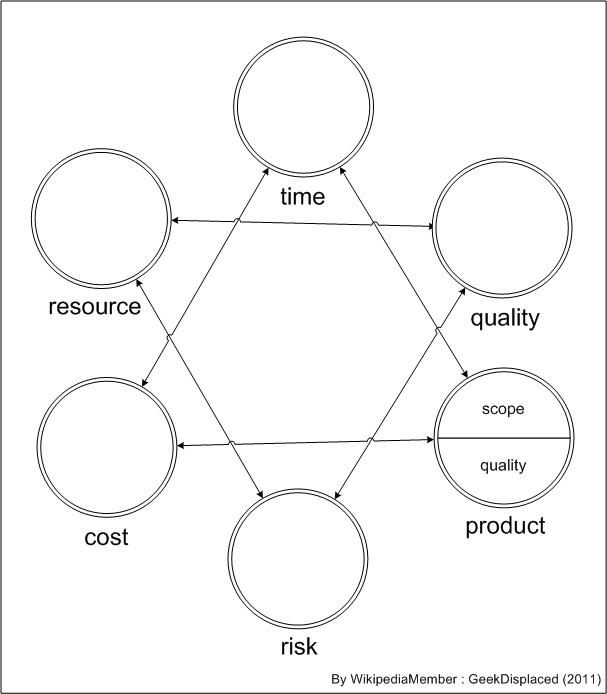
Інтерпретація зіркової моделі, де «ризик» і «якість» змінені місцями. Time - час, quality - якість, scope - обсяг, або масштаб, quality - якість, product - продукт, risk - ризик, cost - вартість, або бюджет, resource - ресурс.

Традиційно модель обмежень проєкту визначала три основні обмеження: "Вартість", "Час" і "Обсяг". Ці обмеження формують трикутник, який геометрично показує сильну взаємозалежність між цими факторами. Якщо потрібно змінити будь-який з цих факторів, то хоча б один з інших також потрібно буде коригувати.
З розповсюдженням трикутної моделі у проєктному менеджменті, "Вартість" та "Час" завжди представлені однаково. Однак "Обсяг" часто використовують в різних контекстах, залежно від специфіки проєкту. Наприклад, терміни "Обсяг", "Ціль", "Продукт", "Результат", "Якість", "Продуктивність" та "Вихід" є подібними, але в залежності від ситуації можуть мати різні значення. Також інтерпретація "Людських ресурсів" є більш спеціалізованим підходом.
Це широке використання варіантів підкреслює деяку неоднозначність третього обмеження і, відповідно, показує гнучкість трикутної моделі. Така неоднозначність дозволяє змішувати фокуси між виходом проєкту і процесами, де терміни вище можуть мати різні значення в різних контекстах. "Вартість" і "Час" визначають основні вхідні фактори проєкту.
Модель "Діамант проєкту" включає окремо "Обсяг" та "Якість" як третє обмеження. Включення "Якості" як важливого обмеження має сенс, адже це відображає зростаючу зрілість управління проєктами, але ця модель не зовсім чітко відображає розмежування між виходом і процесами. Модель "Діамант" не передає той сильний взаємозв'язок між точками трикутника.
PMBOK запропонував еволюційну модель на основі трійного обмеження з шістьма факторами, які потрібно моніторити і управляти ними. Це ілюструється шестикутною зіркою, яка зберігає силу трикутної аналогії (дві накладені трикутні форми), але одночасно розділяє фактори вхідних/вихідних аспектів проєкту на один трикутник і фактори процесів проєкту — на інший. "Зіркові" змінні:
Трикутник вхід-вихід:
1. Обсяг
2. Вартість
3. Час

Трикутник процесу:
1. Ризик
2. Якість
3. Ресурси

З огляду на неоднозначність третього обмеження та пропозиції моделі "Діамант", можна розглядати Ціль або Продукт як третє обмеження проєкту, де складові "Обсяг" та "Якість" утворюють підфактори. Враховуючи вихід проєкту, як "Обсяг", так і "Якість" можуть бути змінені, що призведе до загальної корекції Цілі/Продукту. Це тлумачення включає чотири основні фактори початкової моделі обмежень (вхід/вихід). Це можна навіть інтегрувати в Зіркову модель PMBOK, де "Якість" може моніторитись окремо в контексті виходів і процесів проєкту. Більш того, термін "Ціль" може найкраще відображати зміни в ініціативах, а Продукт — більш конкретні та відчутні результати.

## Еволюція критеріїв успіху проєкту
Потрійні обмеження представляють мінімальну кількість критеріїв успіху проєкту, яких недостатньо для повної оцінки. Тому було проведено багато досліджень для визначення та розширення різних критеріїв успіху проєкту на основі теорії змін, що є основною ланкою «вхід-процес-вихід».
Беннерман (2008) (англ. Bannerman) запропонував багаторівневу модель успіху проєкту, яка включає п'ять рівнів успіху проєкту: команда, управління проєктом, результат, бізнес та стратегія.
Програма розвитку ООН (2012) (англ. UNDP) запропонувала модель результатів, яка включає шість етапів успіху проєкту: вхід, процес, результат, наслідок та вплив.
Зідане та ін. (2016) розширили структуру результатів у структуру PESTOL для планування та оцінки успіху проекту, яку можна використовувати для оцінки «ціна-якість», витрачених на кожен проект, з точки зору ефективності та результативності.
Отже, трійні обмеження були розвинуті в різні фреймворки для планування та оцінки успіху проєкту, щоб оцінювати його якомога цілісніше.